# Црква Светог Томе у Божевцу
Црква Светог Томе у Божевцу (општина Мало Црниће) подигнута је у периоду од 1890. до 1893. године и представља непокретно културно добро као споменик културе.

## Изглед
Црква у Божевцу је посвећена Светом Томи, подигнута је по пројекту архитекте Светозара Ивачковића. Изведена је у духу ханзенатике, као једнокуполна грађевина основе слободног крста са звоником на западу. Просторно је подељена на олтар, наос и припрату са галеријом, над којом је звоник. Декорацију фасада одликује јасан утицај Ханзенове школе, почев од извођења карактеристичних квадрифора од белог мермера и фриза слепих аркадица испод кровног венца, преко обраде западног портала са портиком у облику балдахина и куполе чији тамбур обавија низ уских монофора које се смењују са слепим нишама. Карактеристично степеновање маса према куполи као највишој тачки и јасно дефинисање основе слободног крста, мање је уочљиво због високог звоника на западу.
Наос од олтарског простора одваја иконостас изведен у класицистичком духу. Иконе је осликао 1896. године непознати сликар академског образовања, осим Тајне вечере која је из 1927. године. На појединим иконама налазе се приложнички записи из којих се сазнаје да су цркву поред осталих, са две престоне иконе Исуса Христа и Богородице са малим Христом даривали индустријалци Антон и Игњат Бајлони. Црква поседује и вредне примере икона, богослужбених књига, сасуда и црквеног мобилијара.
У знак сећања на пале ратнике у Првом светском рату у порти је 1922. године подигнут споменик у виду обелиска од црног мермера.